# AT Ennio Guerra Castellaro
La Associazione Tamburellistica Ennio Guerra di Castellaro è una società tamburellistica italiana. Fondata nel 1946, ha sede a Castellaro Lagusello, una frazione di Monzambano, in provincia di Mantova.
È stata dodici volte campione d'Italia, di cui sei nella specialità del tamburello indoor, e sei volte campione d'Europa, conquistando anche numerosi titoli nelle serie minori. Milita in Serie A,  il cui campionato del 2023 è stato concluso in vetta alla classifica assicurando alla squadra di Castellaro il nono titolo italiano.
La tradizione del tamburello, a Castellaro, viene fatta risalire ai primi anni del XIX secolo. È addirittura del 1856 la vibrata protesta alle autorità del parroco locale, il quale pretendeva la proibizione totale del gioco nella piazza antistante la chiesa, nei giorni festivi, lamentando la distrazione dei fedeli dai propri doveri cristiani. L'imperiale regia commissione, appositamente inviata da Mantova, stabilì che la pratica del gioco fosse sospesa soltanto durante i "divini uffici" allo scopo di "non distogliere da un innocente passatempo la gioventù di quella frazione che altrimenti passerebbe le ultime ore dei dì di festa nell'osteria, nelle vendite di liquori od in altri giochi meno onesti".

## Palmarès
- Serie A - Campione d'Italia 1956, 1998, 2016, 2019, 2021, 2023

- Seria A indoor - Campione d'Italia 2007, 2008, 2016, 2019, 2020, 2021

- Coppa Europa - Campione d'Europa 1998, 1999, 2018, 2021
- Coppa Europa indoor - 2008, 2009, 2015

- Coppa Italia - 1998, 2014, 2016, 2019, 2021
- Coppa Italia Indoor - 2006, 2007, 2008, 2015, 2016, 2019

- Supercoppa - 1999, 2016, 2018, 2021
- Supercoppa indoor - 2019